# Koleka Putuma
Koleka Putuma   (Gqeberha, 22 de març de 1993) és una poeta i directora de teatre sud-africana. Va ser nomenada com una de les dones més influents per OkayAfrica el 2018.

## Biografia
Putuma va estudiar teatre i interpretació a la Universitat de Ciutat del Cap. El 2016 va ser guardonada amb el premi d'escriptura estudiantil PEN pel seu poema «Water», que s'ha utilitzat en escoles com a recordatori que l'accés a l'aigua és polític, històric i racialitzat.
Temes recurrents en l'obra de Putuma són amor, la condició queer, la lluita descolonitzant i el llegat de l'apartheid, així com la intersecció del patriarcat amb les seves idees i identitats. Ha treballat com a productora de teatre per a Design Indaba i viu a Ciutat del Cap.

### Collective Amnesia
Putuma va cridar l'atenció a nivell internacional amb la publicació de la seva col·lecció de poesia Collective Amnesia el 2017. La Johannesburg Review of Books va aclamar Putuma com una «geni». Va ser publicada amb fotografies complementàries de d'Andy Mkosi, establert a Ciutat del Cap. Als tres mesos de la publicació del llibre, havia venut 2.000 còpies, va tenir 17 actes de presentació a Sud-àfrica i va ser matèria d'estudi en dues universitats. Després que vuit mesos havia venut més de 5.000 còpies i Putuma l'havia presentat en tres continents. Va ser traduït al castellà per Arrate Hidalgo i Lawrence Schimel, i publicat el 2019. La seva traducció danesa es va publicar el 2020. Des 2018, Putuma és la poeta més venuda de la història sud-africana.
Collective Amnesia destaca per l'ús repetit de la paraula womxn, que explícitament inclou dones trans i dones de color.

### Rebuda
Collective Amnesia s'ha convertit ràpidament en un text clau per a comprendre la Sud-àfrica postcolonial, particularment per centrar-se en els cossos de les dones negres i les identitats queer. Haith argumenta que la col·lecció és un «objecte cultural» de la Sud-àfrica contemporània. La crítica de Burger col·loca l'ús de Putuma de l'aigua com a dispositiu literari dins el context d'altres poetes sud-africans, com Ronelda Kamfer. El poema «Water» s'ha convertit en un text clau per a exploracions literàries de l'hidrocoloniamisme. Pieterse ressalta l'escriptura de Putuma sobre el womxnhood negre, al costat de la poeta Sindiswa Busuku-Mathese.
Tot i que la poesia va ser el que va portar Putuma a la palestra internacional, el seu treball teatral també ha estat rebut amb elogis de la crítica pel fet de tractar assumptes polítics contemporanis. La seva recent obra No Easter Sunday for Queers va posar el focus sobre la discriminació violenta de les lesbianes a Sud-àfrica. Mbuzeni tracta sobre la crisi dels orfes i és narrada per cinc dones joves, mentre fan bromes sobre la mort. Boehmer considera Putuma dins d'un cànon més ampli de poesia postcolonial i l'escriptura d'històries curtes que fan sentir al lector una «crida a l'acció».

## Obres publicades

### Obres teatrals
- SCOOP: kitchen play for carers and babes (2013), la primera obra sud-africana dissenyada per a nadons de fins a 12 meses d'edat, amb Magnet Theatre
- Ekhaya, escrit per a públics d'entre 2 i 7 anys[24]
- UHM (2014)
- Woza Sarafina (2016)
- Mbuzeni' (2018)
- No Easter Sunday for Queers (2019), una obra sobre religió y sentiment queer basat en los poemes de Putuma.[25]

### Poesia
- Imbebwu Yesini (2016, editor)[26]
- Amnesia Colectiva (2017)[27]

## Premis i reconeixements
- National Poetry Slam Championship (2014)[9]
- Premi d'escriptura estudiantil del PEN South Africa (2016)[28]
- Mbokodo Rising Light Award (2017)[29]
- SCrIBE Scriptwriting Competition (2018)[30]
- Forbes Africa 30 under 30 Honouree (2018)[31]
- Premi Glenna Luschei de poesia africana (2018)[32]
- Distell National Playwright Competition (2019)[33]